# Batalla de Namutoni
La Batalla de Namutoni, librada entre los ejércitos de los reinos de Ondonga y el  sudoeste de África alemana el 28 de enero de 1904, fue parte de un levantamiento contra la expansión colonial alemana catalizada por el  Levantamiento de Herero al sur que comenzó unas semanas antes. Se luchó en el sitio de  Fort Namutoni en el norte de Namibia.
El fuerte era mantenido por cuatro soldados regulares del Schutztruppe alemán y tres reservistas coloniales: Fritz Grossman NCO, Jakob Basendowski (NCO), el Sargento de Sanidad Bruno Lassmann y los soldados de primera clase Richard Lemke, Albert Lier, Franz Becker y Karl Hartmann. El fuerte estaba provisto de 1500 cartuchos de munición. El jefe Nehale Mpingana del pueblo Ondonga dirigió el ataque al fuerte. Mpingana era conocido por su postura fuertemente anticolonial habiendo atacado con éxito a los Dorsland Trek-Bóeres en 1886.
Los continuos ataques al fuerte por parte de 500 guerreros Ondonga duraron todo el día hasta que se redujo su frecuencia a medida que avanzaba el día y finalmente se detuvo por la tarde. Con solo 150 cartuchos de munición restantes los alemanes defensores decidieron retirarse a la granja Sandhup 40 kilómetros al sur a caballo durante la noche sin haber sufrido ninguna baja. A la mañana siguiente el fuerte fue saqueado y destruido por las fuerzas de Ondonga que reclamaron un número de ganado del fuerte.
Después de la batalla, el fuerte fue reconstruido y ampliado por los alemanes.